# کارل فردریش روور
کارل فردریش روور (به آلمانی: Carl Friedrich Roewer) متولد ۱۲ اکتبر ۱۸۸۸، درگذشته ۱۷ ژوئن ۱۹۶۳؛ نمایهٔ ICZN: Roewer) جانورشناس آلمانی و پژوهشگر در زمینهٔ آرایه‌شناسی عنکبوتها و درازپایان بوده است. از سال ۱۹۳۳ تا ۱۹۴۵ وی عهده‌دار مدیریت موزهٔ اوبرسی در برمن آلمان بود. در طی دورهٔ زندگی خود، روور گونه‌های جدید متعددی از عنکبوت‌ها، درازپایان و رتیل‌ها را معرفی نمود و مقالاتی از مطالعات وی دربارهٔ ایران نیز چاپ شده است.